# Kransarend
De kransarend (Buteogallus coronatus, synoniem: Harpyhaliaetus coronatus) is een kleine, buizerdachtige arend uit Latijns-Amerika.

## Kenmerken
Deze arend is 62 à 73 cm groot en weegt rond de 3 kg. Bij de kransarend zijn mannelijke exemplaren over het algemeen kleiner dan vrouwelijke dieren.

## Leefwijze
Het voedsel bestaat grotendeels uit vissen, maar ook stinkdieren en hertekalveren behoren daartoe.

## Verspreiding
Deze soort komt voor in bossen en savannes van Latijns-Amerika tot 1200 m hoogte, met name van oostelijk Bolivia, Paraguay en zuidelijk Brazilië tot centraal Argentinië.

## Status
De populatiegrootte werd rond 2012 geschat op 350 tot 1500 individuen. Het leefgebied van de vogel is sterk versnipperd en er vindt jacht op deze arend plaats. Daarom staat de soort als bedreigd op de Rode Lijst van de IUCN.

## Verwantschap
Verwant aan de kransarend is de Amerikaanse zwarte arend (Buteogallus solitarius) uit de bergbossen, die min of meer dezelfde verspreiding, uiterlijk en leefwijze heeft.